# Tuparendi
Tuparendi este un oraș în Rio Grande do Sul (RS), Brazilia.